# Gabe Baltazar
Gabe Baltazar (Hilo (Hawaï), 1 november 1929 – Waialua (Hawaï), 12 juni 2022) was een Amerikaans saxofonist.
Hij werd geboren op Hawaï toen het een georganiseerd territorium van de Verenigde Staten was. In het midden van de jaren 1950 trok hij naar het vasteland waar hij in 1957 muziek opnam met Paul Togawa. Baltazar vergaarde bekendheid toen hij tussen 1960 en 1965 solo's opnam terwijl hij met Stan Kenton samenwerkte. In 1965 volgde een samenwerking met Terry Gibbs waarna hij opnames maakte met Gil Fuller en Oliver Nelson. In 1969 keerde Baltazar terug naar Hawaï dat inmiddels een van de Verenigde Staten was geworden. In de jaren 1990 maakte hij opnames voor de labels Fresh Sound en V.S.O.P..

## Publicatie
- (en) Baltazar Jr., Gabe, Garneau, Theo (2012). If it swings, it's music: the autobiography of Hawaiʻi's Gabe Baltazar, Jr.. University Of Hawai'i Press, Honolulu. ISBN 9780824836375.